# تپه گورستان ۲ سیاه بید سفلا
تپه قبرستان ۲ سیاه بید سفلا مربوط به دوران فرادیرینه‌سنگی است و در شهرستان کرمانشاه، بخش مرکزی، دهستان دورود فرامان، ۵۵۰ متری جنوب روستای سیاه بید سفلا واقع شده و این اثر در تاریخ ۲۶ اسفند ۱۳۸۷ با شمارهٔ ثبت ۲۵۶۱۶ به‌عنوان یکی از آثار ملی ایران به ثبت رسیده است.